# 육군부사관학교

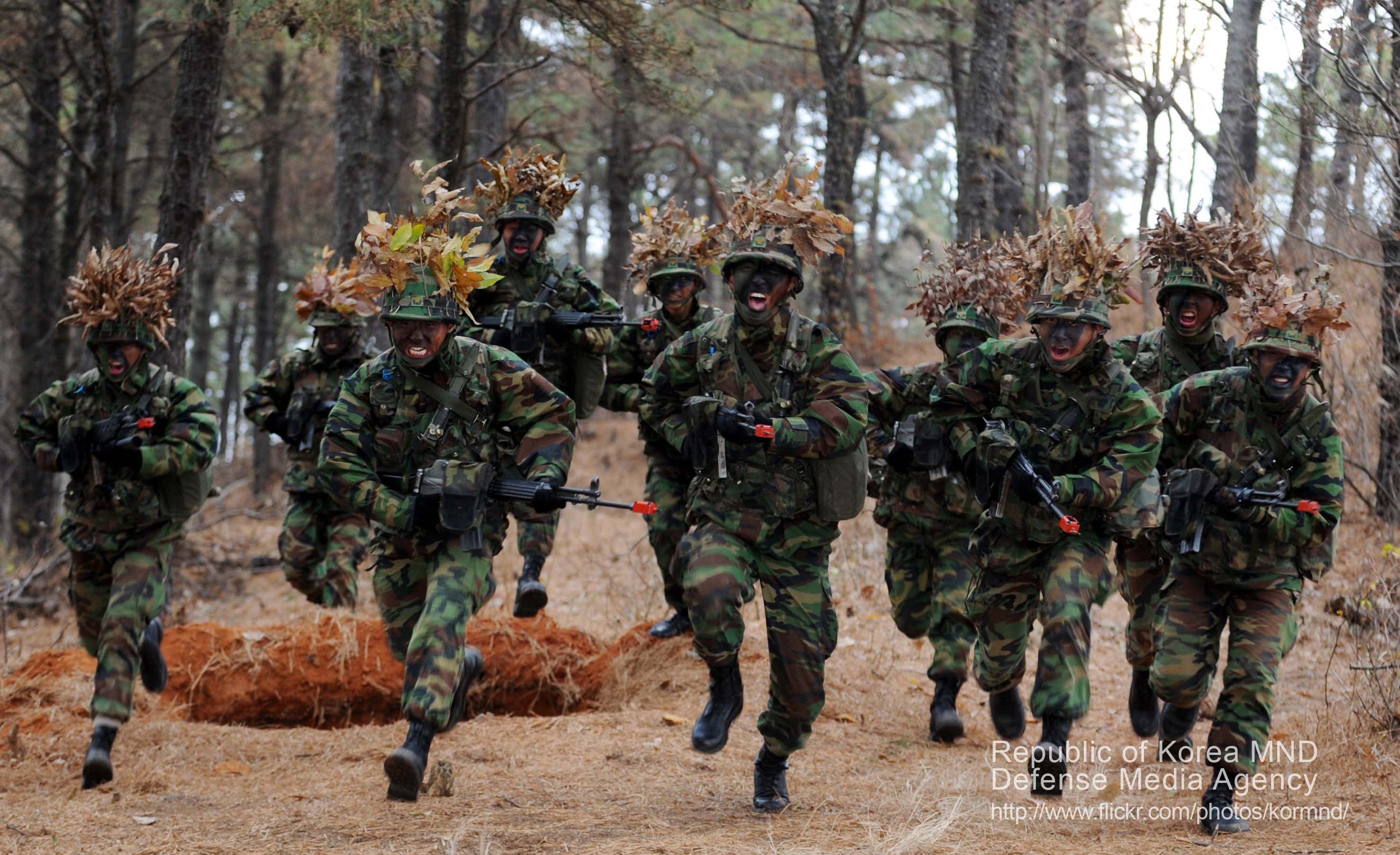
분대공격훈련을 숙달 중인 육군부사관학교 부사관 후보생들 (2011년)

육군부사관학교(陸軍副士官學校, Non-Commissioned Officer Academy)는 전북특별자치도 익산시에 있는 대한민국 육군의 부사관을 양성하는 교육 기관이다. 기존에 각 군사령부 예하에 있던, 제1, 2, 3 하사관학교를 통합하여 설립된 육군하사관학교는 국방부에서 하사관 명칭을 부사관으로 바꾸면서 육군부사관학교로 명칭을 변경했다. 표어는 "정통해야 따른다"이다.
부사관학교(구 하사관학교)로 부사관 양성기능이 통합되기 이전에는 군 사령부 예하의 3개 하사관학교 뿐만 아니라 육군의 각 사단 예하에도 하사관 교육대가 존재하였다.

## 설립 근거
- 육군부사관학교령[1]

## 같이 보기
- 육군교육사령부
- 육군사관학교
- 장교 - 부사관 - 병사